# ジェームズ・ゴールドスミス
ジェームズ・ゴールドスミス（James Michael "Jimmy" Goldsmith、1933年2月26日 - 1997年7月18日）は、フランス生まれで、フランスとイギリスの国籍を持つ億万長者の実業家 、欧州議会議員であり、政財界の大物として知られる。ユダヤ人であり、ロスチャイルド家の親戚である。
ジェームズはオリバー・ストーン監督の『ウォール街』における企業乗っ取り屋のラリー・ワイルドマン卿のモデルとなったと言われている。

## プロフィール

### 生い立ちとバックグラウンド
イギリス人ではあるが、第二次世界大戦前の1933年にフランスのパリで生まれ、父はドイツのフランクフルト出身のユダヤ人で億万長者の実業家（高級ホテル群のオーナー）で、保守党メンバーの国会議員（MP）でもあるフランク・ゴールドスミスと、母はフランス人のマルセル・モーリエであり、兄は環境活動家のエドワード・ゴールドスミスである。曽祖父は銀行家であり、トスカーナ大公の領事であったベネディクト・ハイム・サロモン・ゴールドシュミット。祖父のアドルフ・ベネディクト・ゴールドシュミット（1838-1918）は1895年にロンドンにやってきた億万長者の実業家であった。
ゴールドシュミット家は、ロスチャイルド家の隣人でありライバルであり、大富豪であり、フランクフルト発祥の一族であり、ユダヤ人の一族であり、16世紀以来、世界的な銀行家として影響力のある一族であった。そして、父フランクは、ドイツ語のゴールドシュミット（Goldschmidt）から英語のゴールドスミス（Goldsmith）に家名を変更した。フランクはナチスがフランス国内を通過するまでに、家族と一緒に逃れなければならなかった。そして、ホテルと財産の多くを残して、かろうじて、重量オーバーとなった最後の船で脱出した。フランクと祖父は、ゴールドスミスとしてのビジネスを開始して、家族は幸運に向かっていき、豪華な生活を送り始めた。
ジェームズは、最初にミルフィールド校に入学し、その後、イートン校に転校した。後にルイスで、スリー・ホース・アキュムレーターに10ポンドを賭け、8000ポンドを勝ち取った。彼は勝利金とともに、すぐにイートンを出るべきであると決めた。彼が寄宿舎で語っていたことは、「稼ぎのある男はスクールボーイでいるべきではない」という宣言だった。彼は16歳となった1949年にイートンを退学した。その後、ジェームズは陸軍に参加したとされる。

### キャリア
親の資産を受け継ぎ数多くの企業を経営するほか、ニューヨークのウォール街やロンドンのシティーをまたにかけた投資家で大富豪としても知られ、1986年にアメリカのタイヤメーカーであるグッドイヤーに対して行った買収劇、世界最大のタバコ会社にであるブリティッシュ・アメリカン・タバコの買収劇、フランスの雑誌「レクスプレス」の買収、エッフェル塔の25％を買収など、自らが率いる投資会社による数多くの仕手戦で、その名が世界のビジネスマンの間で取りざたされた。
また、ヨーロッパ第3位の食品会社であるカヴェナム・フーズをまたたく間に創り上げ、アメリカの貴金属商のハンディー・ハーマンを動かし、イギリスのマーチャント・バンカーとして南アメリカに巨大な利権を持つハンブローズ銀行をパートナーとしていた。世界の富豪が脱税のために利用するカリブ海のケイマン諸島で、「ケイマン・アイランズ社」の社長として君臨した。1987年のウォール街「ブラックマンデー」の株価大暴落においても絶妙のタイミングで売りに出て莫大な利益を手にした。アラブ・ブリヴェ銀行の経営者とは、30年来のビジネスパートナーであった。
また、ヨーロッパのみならず、世界を驚愕させた大スキャンダルであるバチカンの資金管理を行う銀行であったアンブロシアーノ銀行の頭取で、秘密結社「ロッジP2」の主要メンバーであったロベルト・カルヴィの暗殺事件においても関与が噂された。晩年には政治家となり、政治活動に力を置いたものの、雑誌出版社の経営にも力を入れていた。1994年に、欧州議会議員のフランスの代表として選出された。そしてイギリスに、短命に終わった欧州懐疑主義の国民投票党を設立した。

### 死去
1997年に、癌により64歳でスペインの病院にて死去した。ゴールドスミスの個人資産は、見えているだけで数千億になるが、それも氷山の一角であると言われている。亡くなったとき、トニー・ブレアは「彼は非凡なキャラクターだった。そして、私はいつも彼の政治的見解に同意しなかったのだが、明らかに、彼は驚くべき、面白く、魅力的な男だった」と述べた。マーガレット・サッチャーは「ジミー・ゴールドスミスは、この世代で見られる最もパワフルでダイナミックな個性の一人であった。彼は非常に寛大であり、そして、信奉した理想には、猛烈に忠実だった」と述べた。

## 家族
複数の妻と数多くの愛人をもち、数多くのロマンチックな関係が知られていて、複数の子供たちの父親であった。3度の結婚歴がある。最初の妻はアンデスのロスチャイルドと呼ばれ、世界屈指の大富豪だったボリビアの鉱山王シモン・パティーニョの孫で、スペイン王家の縁戚にあたる少女のマリア・イサベル・パティーニョと恋仲になるが、ユダヤ人であることを理由にパディーニョ家側に大反対され、2人は駆け落ちをしたが、彼女は1954年に長女のイサベルを早産で出産した後に脳出血で急逝した。その後に再婚した2度目の妻のジネット・レイリーとの間には、次女のアリックスと長男のマネス（1959年生）の2人をもうけた。
すでにビュート侯爵家に嫁いでいた第8代ロンドンデリー侯爵の娘アナベル・ヴェイン＝テンペスト＝ステュアートとは長く不倫の関係にあり、1978年に2人は正式に結婚した。三女ジェマイマ（1974年生、ユネスコ大使）は、クリケット界のスーパースターで、現在はパキスタンの政治家（2018年より、同国首相）であるイムラン・カーンと離婚後に、人気俳優のヒュー・グラントと婚約するなど（のち解消）、イギリスの社交界や芸能ゴシップ誌を騒がせる美人セレブとして有名な存在である。次男ザカリアス（1975年生、環境活動家から保守党の国会議員へ転身）は、シーシェパードへの最大級の寄付金を援助する支援者として知られている。三男ベンジャミン（1980年生、ファイナンシャー）はアナベルとの間の子供である。
1980年以降、ジェームズは愛人であるフランス貴族のロール・ブレイとアメリカのニューヨークへ移住する。彼女との間にシャーロット（1983年生）とジェスロ（1987年生）の2子をもうけた。亡くなるまで、ロールを公私ともに妻として扱っていた。

## 発言
- ジェームズが若いころ資金が苦しくなり、ある銀行家に金を借りに行ったところ、断られた言葉に対して「我が家は500年も銀行家をやってきた」と反論した。
- 原子力産業との関わりが深いながら、なぜか原子力発電に反対し、フランスが原子力に猛進する様を「聖母マリアの顔に唾を吐く吐きかけるようなものだ」と語った。
- 「私は、ユダヤ人に対するときはカトリックである。カトリックに対するときはユダヤ人である」と語った。[2]